# Ernst I van Saksen-Gotha
Ernst I van Saksen-Gotha bijgenaamd de Vrome (Altenburg, 25 december 1601 - Gotha, 26 maart 1675) was van 1640 tot aan zijn dood hertog van Saksen-Gotha. Hij behoorde tot de linie Saksen-Weimar van het huis Wettin en was de stichter van de linie Saksen-Gotha-Altenburg van deze dynastie.

## Levensloop
Ernst was de negende zoon van hertog Johan III van Saksen-Weimar en diens echtgenote Dorothea Maria, dochter van vorst Joachim Ernst van Anhalt. Net als zijn broers kreeg Ernst een opleiding van hofmaarschalk Kaspar von Teutleben en huisleraar Friedrich Hortleder. In 1619 werd hij door vorst Lodewijk I van Anhalt-Köthen opgenomen in het Vruchtdragende Gezelschap. Hij vocht samen met bijna al zijn broers tijdens de Dertigjarige Oorlog als officier in het Zweedse leger.
In 1640 verdeelde Ernst samen met zijn nog levende broers Willem IV en Albrecht het hertogdom Saksen-Weimar. Hierbij behield Willem IV het verkleinde Saksen-Weimar, terwijl Albrecht het hertogdom Saksen-Eisenach en Ernst het Saksen-Gotha kregen. Omdat hij bij zijn aantreden in Gotha geen residentie had die bij zijn stand paste, liet hij van 1643 tot 1654 het Slot Friedenstein bouwen. Dit was de grootste slotnieuwbouw tijdens de Dertigjarige Oorlog. In zijn residentie in Gotha liet Ernst in 1650 een munthuis oprichten.
In 1672 slaagde hij erin om na de dood van hertog Frederik Willem III het hertogdom Saksen-Altenburg en drie vierde van diens bezittingen te erven. Eerder had hij in 1644 na de dood van zijn broer Albrecht de helft van het hertogdom Saksen-Eisenach geërfd. Door deze erfenissen en andere verwervingen kon Ernst zijn gebied wezenlijk vergroten.
Ernst was een overgangsheerser: zijn politieke denken was ingeworteld in de traditionele voorstelling van vorsten als landvaderlijke autoriteit, waardoor zijn regeringszaken gekenmerkt werden door een sterke patriarchale karakteristiek. Hij hield afstand van de politieke leer van het primeren van machtscalculatie; religie en kerk bleven belangrijke steunpilaren voor zijn politiek, aan wie hij tot het eind der tijden heilsverwachtingen verplicht was. Tegelijkertijd voerde Ernst de Vrome in zijn vorstenstaat een strikt managementdenken in, dat bijna in alle geledingen van het sociale leven van kracht werd. De politiek van Ernst was gericht op een gedreven hervormingsdaadkracht, wat in vele gebieden die hij regeerde vernieuwend was. 
Hoewel hij een vroege pleitbezorger van het absolutistische staatsdenken was, kon hij zich nauwelijks laten gelden. Dit kwam enerzijds door zijn consensusbeleid tegenover de Staten en anderzijds door de deling van zijn moeizaam opgebouwde vorstenstaat, omdat hij verzaakte het eerstgeboorterecht in te voeren. 
Ernst de Vrome was een beduidend heerser van zijn tijd, die door omvangrijke hervormingen de oorlogsschade van de Dertigjarige Oorlog probeerde in te perken. In 1641 introduceerde hij via de Schulmethodus het algemene basisonderwijs, waarmee hij de eerste zelfstandige en kerkonafhankelijke schoolorde van het lagere schoolwezen in zijn gebieden kon invoeren. Andere hervormingen die Ernst doorvoerde waren de invoering van de schoolplicht voor vijf- tot twaalfjarigen (1642), de stichting van een weeshuis, de reorganisatie van het justitiewezen en het overheidstoezicht van het gezondheidswezen.
Als hertog van Saksen-Gotha bood Ernst asiel aan vervolgde lutheranen in Hongarije, Silezië, Polen, Rusland en Scandinavië. De zonen van deze lutheranen werden onderwezen aan het Gymnasium van Gotha. In zijn eigen schooldrukkerij liet Ernst opzienbarende leerboeken drukken, die hij liet vertalen in het Frans en het Italiaans. Voor de lutherse gemeente in Moskou financierde hij een vrije school, die ook toegankelijk was voor zonen van niet-christelijke Russische volkeren. Een gezantschap van de Russische tsaar werd door Ernst plechtig ontvangen en bedolven met goede raad. Ernst bood de hulp van Duitse wiskundigen aan voor de opmeting van Rusland, maar ook wetenschappers en vaklieden van verschillende disciplines als ontwikkelingshelpers.
In maart 1675 stierf Ernst op 73-jarige leeftijd. Hij werd bijgezet in de Margarethakerk van Gotha.

## Huwelijk en nakomelingen
Op 24 oktober 1636 huwde Ernst met Elisabeth Sophia (1619-1680), dochter van hertog Johan Filips van Saksen-Altenburg. Ze kregen achttien kinderen:
- Johan Ernst (1638-1638)
- Elisabeth Dorothea (1640-1709), huwde in 1666 met landgraaf Lodewijk VI van Hessen-Darmstadt
- Johan Ernst (1641-1657)
- Christiaan (1642-1642)
- Sophia (1643-1657)
- Johan (1645-1657)
- Frederik I (1646-1691), hertog van Saksen-Gotha-Altenburg
- Albrecht (1648-1699), hertog van Saksen-Coburg
- Bernhard I (1649-1706), hertog van Saksen-Meiningen
- Hendrik (1650-1710), hertog van Saksen-Römhild
- Christiaan (1653-1707), hertog van Saksen-Eisenberg
- Dorothea Maria (1654-1682)
- Ernst (1655-1715), hertog van Saksen-Hildburghausen
- Johan Filips (1657-1657)
- Johan Ernst (1658-1729), hertog van Saksen-Saalfeld
- Johanna Elisabeth (1660-1660)
- Johan Filips (1661-1662)
- Sophia Elisabeth (1663-1663)

## Voorouders
| Voorouders van Ernst I van Saksen-Gotha | Voorouders van Ernst I van Saksen-Gotha                                                | Voorouders van Ernst I van Saksen-Gotha                                                | Voorouders van Ernst I van Saksen-Gotha                                                | Voorouders van Ernst I van Saksen-Gotha                                                | Voorouders van Ernst I van Saksen-Gotha                                         | Voorouders van Ernst I van Saksen-Gotha                                         | Voorouders van Ernst I van Saksen-Gotha                                                  | Voorouders van Ernst I van Saksen-Gotha                                                  |
| --------------------------------------- | -------------------------------------------------------------------------------------- | -------------------------------------------------------------------------------------- | -------------------------------------------------------------------------------------- | -------------------------------------------------------------------------------------- | ------------------------------------------------------------------------------- | ------------------------------------------------------------------------------- | ---------------------------------------------------------------------------------------- | ---------------------------------------------------------------------------------------- |
| Overgrootouders                         | Johan Frederik I van Saksen (1503–1554) ∞ Sibylla van Kleef (1512-1554)                | Johan Frederik I van Saksen (1503–1554) ∞ Sibylla van Kleef (1512-1554)                | Frederik III van de Palts (1515-1576) ∞ Maria van Brandenburg-Kulmbach (1519-1567)     | Frederik III van de Palts (1515-1576) ∞ Maria van Brandenburg-Kulmbach (1519-1567)     | Johan IV van Anhalt (1504-1551) ∞ Margaretha van Brandenburg (1511-1577)        | Johan IV van Anhalt (1504-1551) ∞ Margaretha van Brandenburg (1511-1577)        | Christoffel van Württemberg (1515–1568) ∞ Anna Maria van Brandenburg-Ansbach (1526-1589) | Christoffel van Württemberg (1515–1568) ∞ Anna Maria van Brandenburg-Ansbach (1526-1589) |
| Grootouders                             | Johan Willem van Saksen-Weimar (1530–1537) ∞ Dorothea Susanna van de Palts (1544-1592) | Johan Willem van Saksen-Weimar (1530–1537) ∞ Dorothea Susanna van de Palts (1544-1592) | Johan Willem van Saksen-Weimar (1530–1537) ∞ Dorothea Susanna van de Palts (1544-1592) | Johan Willem van Saksen-Weimar (1530–1537) ∞ Dorothea Susanna van de Palts (1544-1592) | Joachim Ernst van Anhalt (1536-1586) ∞ Eleonora van Württemberg (1552-1618)     | Joachim Ernst van Anhalt (1536-1586) ∞ Eleonora van Württemberg (1552-1618)     | Joachim Ernst van Anhalt (1536-1586) ∞ Eleonora van Württemberg (1552-1618)              | Joachim Ernst van Anhalt (1536-1586) ∞ Eleonora van Württemberg (1552-1618)              |
| Ouders                                  | Johan III van Saksen-Weimar (1570–1605) ∞ Dorothea Maria van Anhalt (1574-1617)        | Johan III van Saksen-Weimar (1570–1605) ∞ Dorothea Maria van Anhalt (1574-1617)        | Johan III van Saksen-Weimar (1570–1605) ∞ Dorothea Maria van Anhalt (1574-1617)        | Johan III van Saksen-Weimar (1570–1605) ∞ Dorothea Maria van Anhalt (1574-1617)        | Johan III van Saksen-Weimar (1570–1605) ∞ Dorothea Maria van Anhalt (1574-1617) | Johan III van Saksen-Weimar (1570–1605) ∞ Dorothea Maria van Anhalt (1574-1617) | Johan III van Saksen-Weimar (1570–1605) ∞ Dorothea Maria van Anhalt (1574-1617)          | Johan III van Saksen-Weimar (1570–1605) ∞ Dorothea Maria van Anhalt (1574-1617)          |
| Ernst I van Saksen-Gotha (1601–1675)    |                                                                                        |                                                                                        |                                                                                        |                                                                                        |                                                                                 |                                                                                 |                                                                                          |                                                                                          |